# Irish Parliamentary Party
 (avril 2018).
Si vous disposez d'ouvrages ou d'articles de référence ou si vous connaissez des sites web de qualité traitant du thème abordé ici, merci de compléter l'article en donnant les références utiles à sa vérifiabilité et en les liant à la section « Notes et références ».
Pour les articles homonymes, voir IPP.
L'Irish Parliamentary Party en français : « Parti parlementaire irlandais », également connu comme Irish Party ou Home Rule Party en français : « Parti irlandais ou Parti du Home Rule » ou sous son nom irlandais Páirtí Parlaiminteach na hÉireann, et abrégé en IPP, est un parti politique irlandais. 
Il est fondé en 1882 par Charles Stewart Parnell, prenant la suite de la Home Rule League (en). Il lutte pour l'abrogation de l'Acte d'Union et la mise en place d'un Home Rule en Irlande au sein de la Chambre des communes du Royaume-Uni.